# Gran Premio de Schwarzwald
El Gran Premio de Schwarzwald, también llamado Gran Premio Triberg-Schwarzwald, fue una carrera ciclista profesional que se disputó en la Selva Negra, en el estado de Baden-Wurtemberg (Alemania), en el mes de junio. 
Se disputó desde 2002 en la categoría 1.3. Desde la creación de los Circuitos Continentales UCI en 2005 formó parte del UCI Europe Tour, dentro de la categoría 1.1. Un año después fue llamada oficialmente Gran Premio Triberg-Schwarzwald, hasta su última edición en el 2009.
Tenía un recorrido de 150km con salida y meta en la ciudad de Triberg.

## Palmarés
| Año  | Ganador            | Segundo              | Tercero              |
| ---- | ------------------ | -------------------- | -------------------- |
| 2002 | Jørgen Bo Petersen | Leonardo Bertagnolli | Torsten Hiekmann     |
| 2003 | Torsten Hiekmann   | Björn Glasner        | Leonardo Bertagnolli |
| 2004 | Markus Fothen      | Sylwester Szmyd      | Tomislav Dančulović  |
| 2005 | Fabian Wegmann     | Fortunato Baliani    | Jörg Ludewig         |
| 2006 | Jure Golčer        | Steve Morabito       | Hrvoje Miholjević    |
| 2007 | Radoslav Rogina    | Matija Kvasina       | Peter Velits         |
| 2008 | Mathias Frank      | Marco Pinotti        | Stefan Schumacher    |
| 2009 | Heinrich Haussler  | Jan Bakelants        | Johannes Fröhlinger  |

## Palmarés por países
| País      | Victorias |
| --------- | --------- |
| Alemania  | 4         |
| Dinamarca | 1         |
| Eslovenia | 1         |
| Croacia   | 1         |
| Suiza     | 1         |